# Swimy,
Swimy,（スイミー）は、滋賀県出身、男女ツインヴォーカルの日本のロックバンド。2011年に滋賀県で結成。2013年にボーカルのTakumi (Vo, G)、まお (Vo, B)、ﾀｲｷﾛｲﾄﾞ(G, Cho)、みっけ (Vo, Dr)の編成となる。2016年3月2日にアリオラジャパンからメジャー・デビューを果たす。2017年7月にみっけ (Vo, Dr)が脱退、2018年7月にﾀｲｷﾛｲﾄﾞ (G, Cho)が脱退し、以降2人編成で活動している。

## メンバー

### 現在のメンバー

#### Takumi
- ボーカル、ギター担当。
- 1990年4月10日生まれ。
- 高校時代、軽音楽部に所属。後輩の平成のまおとバンドを結成する。
- ﾀｲｷﾛｲﾄﾞとはBUMP OF CHICKENなどのコピーバンドを組んでいた[1]。
- 高校生活は、天気がいい日には午前中を公園で過ごすなどした結果、4年間通った。
- 髪は共同生活をしている部屋にて自分で切っている。
- 好きな食べ物は焼き鳥。

#### 真央
- ボーカル、ベース担当。
- 1991年10月29日生まれ。
- 高校時代、軽音楽部に所属。先輩のTakumiとバンドを結成する。
- お風呂が好きで長風呂になることが多い[2]。
- お酒は飲めない。煙草の煙が嫌い。
- みっけとは幼なじみ。BSジュニアのど自慢にみっけと出場し優勝した経験を持つ[3]。
- 平成終了を機に「平成のまお」から真央に改名。
- 色々なバイト経験があるが、だいたい店長とケンカをして退職している。[4]

### 元メンバー

#### みっけ
- ボーカル、ドラム担当。
- 1991年4月29日生まれ。
- 実家では「うめぼし」というネコを飼っている。
- 平成のまおとは幼なじみ。BSジュニアのど自慢に平成のまおと出場し優勝した経験を持つ[3]。
- 2017年7月1日に脱退。

#### ﾀｲｷﾛｲﾄﾞ
- 好きな食べ物は唐揚げ。
- 2018年7月1日に脱退。

## 来歴
2011年
- 5月 - 滋賀県にて結成。
- 8月 - 1stデモ『もしも』を発表。

2012年
- 2月24日 - 2ndデモ『アクアリウム』を発表。
- 8月19日 - 3rdデモ『僕とキミ』を発表。

2013年
- いくつかのメンバーチェンジの末、Takumi、真央、みっけ、タイキロイドの4人の編成での活動を開始。
- 8月30日 - 4thデモ『とらいあんぐる』を発表。

2015年
- 3月4日 - タワーレコードレーベル「FIRE STARTER」より『マスコットになりたくて』をリリース。
- 6月3日 - 全国流通盤ミニアルバムの『ラブルと宇宙』をリリース。

2016年
- 3月2日 - メジャー1stシングル『あっちむいて』でアリオラジャパンよりメジャーデビューを果たす。
- 6月29日 - メジャー1stミニアルバム『おひとりさま』をリリース。

2017年
- 2月22日 - メジャー2ndミニアルバム『絶絶ep』をリリース。
- 4月28日/5月2日 - 自主企画 『L.O.L page-1〜縷々るル〜』を開催
- 7月1日 - みっけ(Vo,Dr)が脱退。

2018年
- 1月10日 - メジャー2ndシングル『僕と魚の物語』をリリース
- 7月1日 - ﾀｲｷﾛｲﾄﾞ(G,Cho)が脱退。
- 8月1日 - バンド名が「Swimy」から「Swimy,」へ変更された。
- 9月15日 - インターネット限定配信1stシングル『羅々／悠々』をリリース。

## ミュージックビデオ
| 曲名                   | 監督/製作   |
| ---------------------- | ----------- |
| マスコットになりたくて | Takumi      |
| あっちむいて           | 田辺秀伸    |
| 御一人様               | 田辺秀伸    |
| 絶絶                   | 田辺秀伸    |
| アナタキミ             | 秋路ヒラク  |
| どうして               | Taku Ohmoto |
| 天使と悪魔の歌         | 田辺秀伸    |

## リリックビデオ
| 曲名           | 監督/製作 |
| -------------- | --------- |
| 唯(Short Ver.) | Takumi    |

## タイアップ
| 曲名           | タイアップ                                                            |
| -------------- | --------------------------------------------------------------------- |
| dance          | 関西テレビ 『音エモン』 エンディングテーマ                            |
| ユートピア     | 関西テレビ 『雨上がり食楽部』 エンディングテーマ                      |
| あっちむいて   | テレビ東京系アニメ『銀魂』 26代目エンディングテーマ                   |
| 絶絶           | テレビ東京系アニメ『NARUTO -ナルト- 疾風伝』 40代目エンディングテーマ |
| 僕と魚の物語   | NHK『みんなのうた』 2017年12月〜2018年1月                             |
| しゅるる       | エフエムびざん『B-Hop Morning』マンスリーエンディングテーマ           |
| 天使と悪魔の歌 | メ〜テレ『BOMBER-E』1月エンディングテーマ                             |

## 主なライブ

### ワンマンライブ・主催イベント
- Swimy ラブルと宇宙旅行ツアーファイナル『ワンマンステーション』
  - 2015年9月19日(土)大阪LIVE SQUARE 2nd Line
  - 2015年9月21日(月・祝)東京TSUTAYA O-Crest
- Swimy 自主企画『L.O.L page-1〜縷々るル〜』
  - 2017年4月28日(金) 東京・渋谷eggman
  - 2017年5月2日(火) 京都・京都MUSE
- Swimy ツーマンshow!! 『L.O.L page-2～二重奏～』
  - 2018年3月3日(土) 京都・京都MUSE
- Swimy ワンマンshow!! 『L.O.L page-2～独演会～』
  - 2018年3月23日(金) 東京・渋谷eggman

### 出演イベント
- 2012年06月01日 - BLUE ENCOUNT "HALO EFFECT" RELEASE TOUR 2012
- 2012年09月04日 - 金物祭り
- 2012年11月06日 - MIX UP
- 2013年02月05日 - NEXT AGE ROCK MUSIC 2013
- 2013年02月18日 - Wonderful Monday
- 2013年04月17日 - LIFE×LIVE vol.5
- 2013年06月25日 - Brilliant Leaf
- 2013年08月13日 - MASH A&R presents MASH FIGHT! -Vol.1.5- 夏のセミファイナル!
- 2013年09月03日 - Relation to the trip vol.2
- 2013年09月08日 - ニューエモン LIVE ～2013夏～
- 2014年03月04日 - Brilliant Leaf
- 2014年04月03日 - hybrid spring sounds
- 2014年04月10日 - Youthful day
- 2014年05月18日 - いつまでも世界は…第三回
- 2014年07月31日 - 京都で勝手に神戸VARIT.10周年×ファジコレ2014
- 2014年08月22日 - fresh and lively
- 2014年09月03日 - Okey-Dokey
- 2014年10月12日 - MINAMI WHEEL 2014
- 2014年11月20日 - Beyond all imagination
- 2014年12月25日 - next generation Christmas Special!!
- 2015年01月15日 - スタートダッシュ 2015
- 2015年02月04日 - NEXT BATTER'S CIRCLE～オープン戦～
- 2015年02月27日 - ALLaNHiLLZ×shibuya eggman presents【HaLLELUJaH-ハレルヤ-vol.33】
- 2015年03月12日 - Girl's UP!!! vol.138～shibuya eggman 34th Aniversary～
- 2015年03月21日 - Rakuten kobo presents MUSIC CUBE 15
- 2015年03月22日 - SANUKI ROCK COLOSSEUM 2015
- 2015年04月06日 - KYOTO MUSE 25th ANNIVERSARY "25SOULS"
- 2015年06月03日 - 七星剣
- 2015年06月06日 - SAKAE SP-RING 2015
- 2015年06月24日 - UNDER GRAPH EX THEATERまでの旅路イベント～まさかの3daysでeggman!?～
- 2015年06月29日 - Good Monday
- 2015年07月15日 - 「coup d'Etat」
- 2015年07月28日 - MUSE音泉祭り'15
- 2015年08月11日 - 『シスター』
- 2015年08月19日 - 166cm 僕らの重力ツアーファイナル「おかわり!」
- 2015年08月20日 - CLUB CRAWL 10th Anniversary カナデリクロールダンスホール
- 2015年10月23日 - tvk MUTOMA "しなまゆの南武線ドミネーション"番宣ツアー
- 2016年01月15日 - 「KANSAI NEXT GENERATION 2016!」
- 2016年02月07日 - でらロックフェスティバル 2016
- 2016年03月03日 - Amelie「グッバイ&ハロー」Release Tour 2016
- 2016年03月16日 - J-WAVE TOKYO REAL-EYES "LIVE SUPERNOVA"vol.111
- 2016年04月27日 - MUSIC LINXS vol.27
- 2016年05月02日 - メーデーメーデー
- 2016年05月13日 - 高歌放吟
- 2016年06月04日 - SAKAE SP-RING 2016
- 2016年08月28日 - Save the Birthday2016